# Marie Charité Brader
Marie Charité Brader (Kaltbrunn, 15 août 1860 – San Juan de Pasto, 27 février 1943) est une religieuse suisse, fondatrice en Colombie des Franciscaines de Marie Immaculée. Sa fête est célébrée le 27 février.

## Biographie
Marie Josèphe Caroline Brader naît le 15 août 1860 à Kaltbrunn dans le canton de Saint-Gall en Suisse alémanique, fille unique de Sébastien Brader et de Caroline Zahner. Elle se montre très douée et intelligente ; à l'école primaire, elle est toujours première tout comme lors de ses études secondaires qu'elle suit à Altstätten au collège des sœurs cloîtrées du Tiers-Ordre de saint François de Marie Auxiliatrice. C'est dans cette congrégation qu'elle entre en 1880 malgré l'opposition de sa mère. En 1881 elle prend l'habit où elle reçoit le nom de Marie Charité de l'Amour du Saint-Esprit et prononce ses vœux l'année suivante. Grâce à sa formation, elle enseigne dans le collège du couvent.
Au XIXe siècle, les missions catholiques sont en plein essor et de nombreux évêques de pays de mission sollicitent les congrégations pour leur pays. C'est ainsi que Mgr Schumacher (es), évêque lazariste d'origine allemande du diocèse de Portoviejo (Équateur) écrit aux religieuses d'Altstätten pour demander des sœurs missionnaires pour son diocèse. Elles répondent positivement à l'invitation et sept religieuses dont la sœur Brader partent en 1888 pour l'Équateur sous la direction de Marie Bernarde Bütler puis établissent leur siège à Chone.
Marie Charité catéchise de nombreux enfants, elle est ensuite envoyée en Colombie en 1893 pour faire une fondation dans le village andin de Túquerres. Elle continue son action missionnaire bravant les dangers de l'altiplano (es) ou de la forêt amazonienne. Pour faire face au besoin urgent de missionnaires, elle fonde les Franciscaines de Marie Immaculée le 31 mars 1893 avec l'aide du Père Reinald Herbrand. L'institut se compose d'abord de jeunes Suisses auxquelles s'ajoutent bientôt des vocations autochtones. 
Mère Charité crée des écoles spécialement dans les quartiers pauvres et fait en sorte que les sœurs soient bien instruites pour être vraiment efficaces. Elle désire aussi que les religieuses unissent l'action et la contemplation et instaure dans sa congrégation l'Adoration perpétuelle. Dès sa mort en 1943, elle est vénérée immédiatement comme une sainte et les fidèles viennent prier sur sa tombe pour obtenir des grâces. Elle est déclarée vénérable le 28 juin 1999 par Jean-Paul II et béatifiée par le même pape le 23 mars 2003.
Elle est commémorée le 27 février selon le Martyrologe romain. 
En 1967, on procéda à l'exhumation du corps de Mère Charité en raison d'une infiltration d'eau. Malgré les précautions, la tombe était désormais inondée. Cependant, ses habits s'avéraient intactes au bout de 24 ans. Ils ont été placés, avec son corps, à l'entrée de la chapelle du sanctuaire eucharistique consacré à l’Adoration perpétuelle du couvent Maridíaz à Pasto. Quant à ses objets personnels, ils sont au musée historique "Madre Caridad" également à Pasto avec d'autres qu'elle avait collectés concernant l'archéologie, l'ethnologie, la minéralogie, les Beaux-Arts et l'artisanat local.